# Співдружність Незалежних Держав

Рівень інтеграції пострадянських країн до євразійських структур, у тому числі СНД.

Співдру́жність Незале́жних Держа́в (СНД) — регіональна міжнародна організація Азії та східної Європи до якої входить низка пострадянських країн. СНД заохочує співпрацю в економічних, політичних і військових справах і має певні повноваження щодо координації торгівлі, фінансів, законотворчості та безпеки. Вона також сприяла співробітництву у сфері запобігання транскордонній злочинності.
Коли в 1991 році почався розпад СРСР, 8 грудня 1991 року республіки-засновники підписали Біловезьку угоду, проголошуючи припинення існування Радянського Союзу та проголошуючи на його місці СНД. Через кілька днів був підписаний Алма-Атинський протокол, який оголосив про розпад Радянського Союзу. Балтійські країни (Естонія, Латвія та Литва), які вважають своє членство в Радянському Союзі на міжнародному рівні незаконною окупацією, вирішили не брати в цьому участі. Грузія вийшла з СНД в 2008 році після російсько-грузинської війни.
Україна припинила участь у статутних органах СНД у 2018 році через тривалу російсько-українську війну, повністю завершивши вихід із СНД, ніколи не бувши членом цієї організації через те, що не ратифікувала Статут СНД. Проте Україна залишається членом зони вільної торгівлі СНД, а основоположні договори СНД — Угода про створення Співдружності Незалежних Держав та Алма-Атинська декларація досі чинні в Україні.

## Назва
Назва СНД офіційними мовами країн-учасниць:
- азерб. Müstəqil Dövlətlər Birliyi (MDB)
- біл. Садружнасць Незалежных Дзяржаў (СНД); Sadružnasć Niezaležnych Dziaržaŭ (SND)
- вірм. Անկախ պետությունների Համագործակցություն (ԱՊՀ); Ankakh petut’yunneri Hamagortsakts’ut’yun (APH)
- каз. Täuelsız Memleketter Dostastyğy (TMD)
- кирг. Köz karandı emes mamleketterdin şerikteştigi (KMŞ); Көз каранды эмес мамлекеттердин шериктештиги (КМШ)
- рум. Comunitatea Statelor Independente (CSI)
- рос. Содружество Независимых Государств (СНГ)
- тадж. Ittihodi Davlathoi Mustaqil (IDM); Иттиҳоди Давлатҳои Мустақил (ИДМ)
- узб. Mustaqil Davlatlar Hamdo'stligi (MDH)

## Утворення СНД

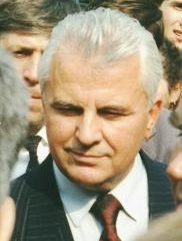
Леонід Кравчук — перший президент незалежної України; до обрання — член Політбюро Центрального комітету КПУ.

Результати Всеукраїнського референдуму, вибори Президента України створили у республіці якісно нову політичну ситуацію. Було прискорено остаточну ліквідацію СРСР.
7—8 грудня 1991 року на території Білорусі, у Біловезькій пущі під Берестям, відбулася зустріч Голови Верховної Ради Білорусі С. Шушкевича, Президента РФ Єльцина і Президента України Кравчука. Підсумком її стали офіційна констатація факту розпаду СРСР, укладення угоди про утворення Співдружності Незалежних Держав (СНД). Однак український парламент не ратифікував статут СНД, отже Україна ніколи не була членом СНД чи навіть держави-учасниці співдружності, а лише мала статус держави-засновниці. Угоду про асоційоване членство у відповідності із Статутом СНД Україна не підписувала.
21 грудня 1991 року на зустрічі в Алмати керівники Росії, України, Білорусі, Азербайджану, Вірменії, Молдови, Казахстану, Киргизстану, Туркменістану, Узбекистану і Таджикистану підписали Декларацію про утворення СНД. Це означало, що СРСР як суб'єкт міжнародного права і геополітична реальність перестав існувати. Кожна республіка стала самостійною. СНД не є державою, вона не має наддержавних управлінських структур. Члени Співдружності є цілком незалежними державами.

## Результат історичного значення розпаду СРСР та утворення СНД
Результати Всеукраїнського референдуму, вибори Президента України створили у республіці якісно нову політичну ситуацію. Було прискорено остаточну ліквідацію СРСР.

## Історія

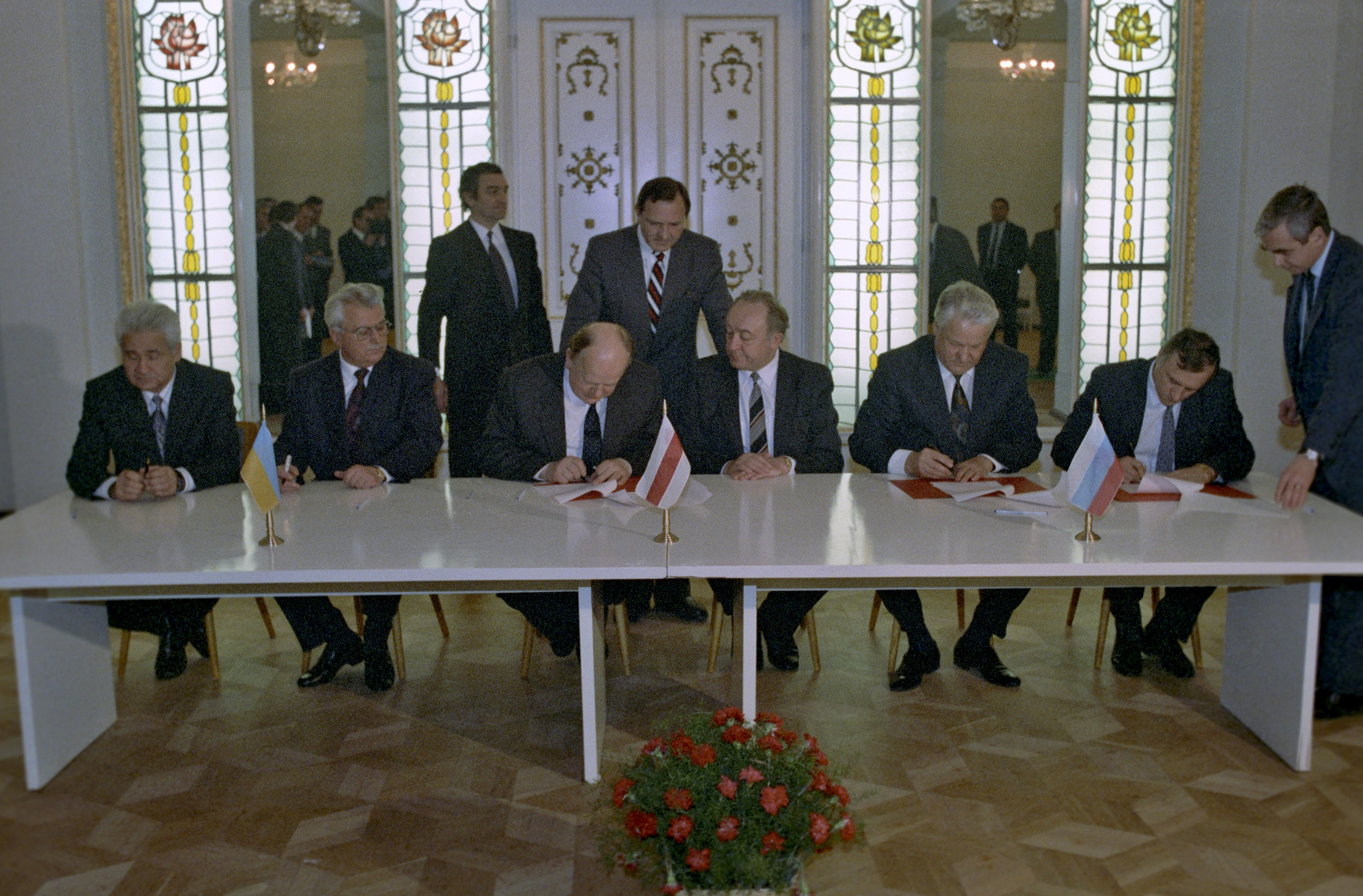
Підписання договору про ліквідацію СРСР

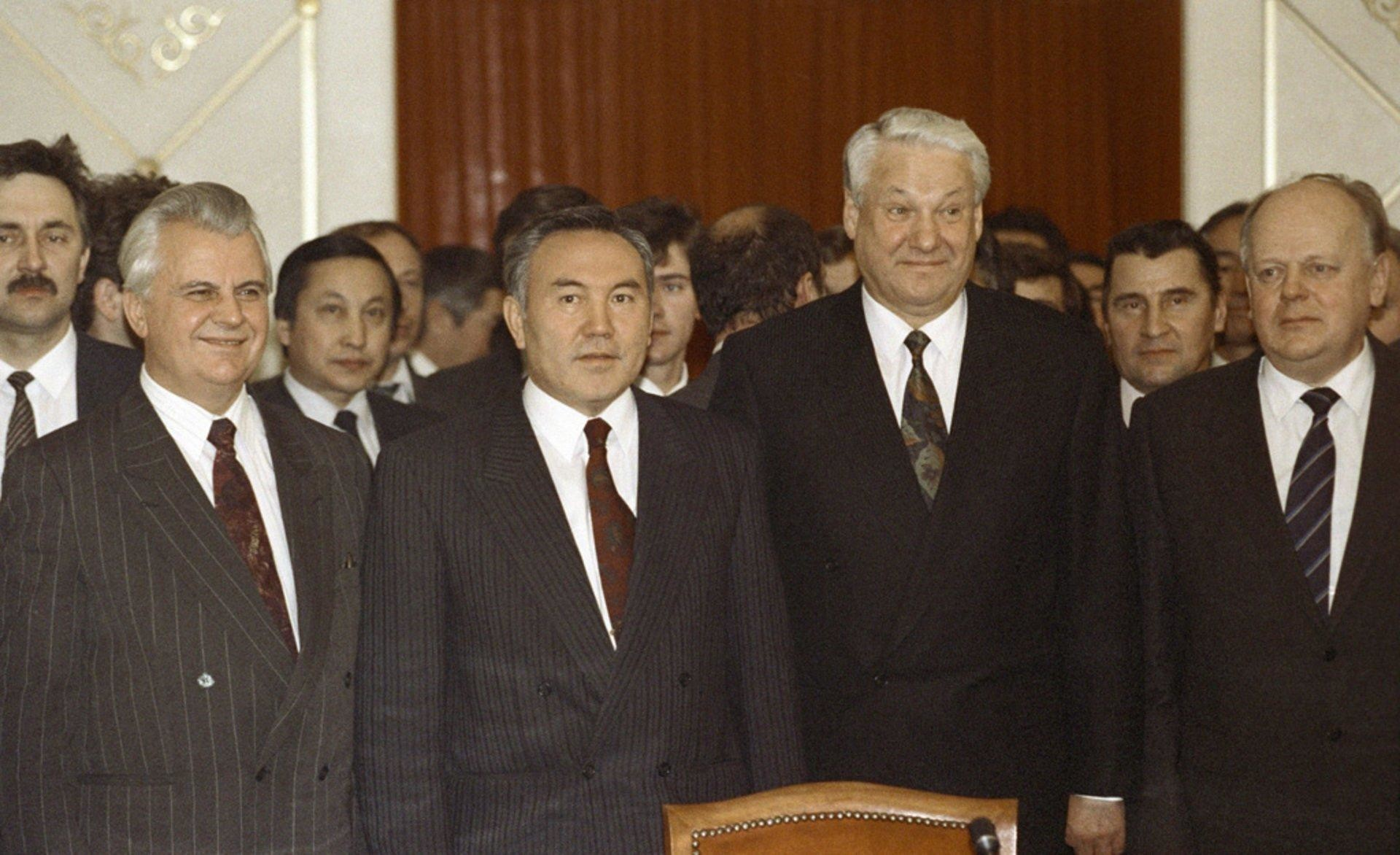
Підписання договору про створення СНД, Алмати, Казахстан

Співдружність Незалежних Держав створена 8 грудня 1991 року в садибі Віскулі (Біловезька пуща, Білорусь) як господарський, політичний та економічний союз Білорусі, Росії та України. 21 грудня на умовах Алма-Атинської угоди приєднались ще вісім колишніх республік СРСР (Азербайджан, Вірменія, Казахстан, Киргизстан, Молдова, Таджикистан, Туркменістан та Узбекистан). 23 жовтня 1993 року до СНД приєдналася Грузія. 26 серпня 2005 року зі складу СНД вийшов Туркменістан. Україна є співзасновницею СНД, але Статут організації Україна не ратифікувала, тому формально Україна була лише спостерігачем, а не членом СНД. 14 серпня 2008 року парламент Грузії ухвалив рішення залишити СНД, і, згідно зі Статутом СНД, 18 серпня 2009 року Грузія офіційно перестала бути членом Співдружності. 19 березня 2014 року Україна оголосила про початок процедури виходу з СНД. 9 травня 2018 року президент України Петро Порошенко заявив, що підписав указ про відкликання представників країни з усіх статутних органів СНД та фактично з 19 травня 2018 року Україна вийшла з даної структури. У серпні представництво України при СНД було закрито. 6 лютого 2019 року посол України в Мінську Ігор Кизим заявив про завершення процесу виходу Києва з координаційних органів Співдружності Незалежних Держав.

### Передумови утворення
1 грудня 1991 року відбувся загальнонаціональний референдум на території колишньої УРСР щодо проголошення незалежності України. У референдумі взяли участь 31 891 742 особи — 84,18 % населення України. З них 28 804 071 особа (90,32 %) підтвердили Акт про незалежність. Цю подію М. Горбачов сприйняв як трагічну, що привела країну в стан небезпеки. На противагу йому Б. Єльцин опублікував заяву про визнання незалежності України. Результат Всеукраїнського референдуму ставив хрест на перспективах збереження СРСР у будь-якій формі.
За словами одного із учасників Л. Кравчук: «Якщо ми вийдемо до народу й оголосимо, що Союзу немає, а на його місце нічого не запропонуємо — вибух неминучий. Потрібний варіант перехідний»
8 грудня 1991 року в Біловезькій Пущі в Білорусі лідери Російської Федерації, України та Білорусі ухвалили рішення про припинення існування СРСР і створення Співдружності Незалежних Держав (СНД). У преамбулі «Угоди про створення Співдружності Незалежних Держав», вказувалось: «Ми, Республіка Білорусь, Російська Федерація (РРФСР), Україна, як держави-засновниці Союзу РСР, які підписали Союзний Договір 1922 року, далі звані Високими Договірними Сторонами, констатуємо, що Союз РСР як суб'єкт міжнародного права і геополітична реальність припиняє своє існування».
25 грудня 1991 року М. Горбачов склав свої повноваження Президента СРСР. 30 грудня на зустрічі глав СНД у Мінську ухвалюється рішення про остаточне скасування державних структур СРСР.
У початковий період існування Співдружності Незалежних Держав вона розглядалася головним чином як механізм цивілізованого розлучення колишніх союзних республік і розподілу майна СРСР. Створення СНД було покликане забезпечити безболісний перехід від єдиної союзної держави до системи суверенних національних держав на місці колишнього СРСР. На відміну від Союзу РСР Співдружність не є державою і не має наднаціональних повноважень.

### Утворення організації
СНД було засновано главами БРСР, РРФСР і Україною шляхом підписання 8 грудня 1991 року в Віскулях (Біловезька пуща, Білорусь) «Угоди про створення Співдружності Незалежних Держав» (відому в ЗМІ як Біловезька угода). Організаційні основи СНД були визначені Біловезькою Угодою про утворення СНД і Протоколом до неї, Алматинською декларацією, а також Статутом СНД від 22 січня 1993 року.
В угоді про створення СНД зазначалося, що на території держав, які його підписали, не допускається застосування норм права третіх держав, у тому числі й Союзу РСР, а діяльність його органів влади припиняється. Три країни проголосили недоторканість кордонів у рамках Співдружності, гарантували їхню відкритість і свободу пересування громадян. Сторони вирішили зберегти об'єднане командування спільним військово-стратегічним простором. Угода проголошувалась відкритою для приєднання всіх держав колишнього СРСР.
У документі, що складався з преамбули та 14 статей, констатувалося, що Союз РСР припиняє своє існування як суб'єкт міжнародного права і геополітичної реальності. Однак, ґрунтуючись на історичній спільності народів, зв'язках між ними, враховуючи двосторонні договори, прагнення до демократичної правової держави, намір розвивати свої стосунки на основі взаємного визнання і поваги державного суверенітету, сторони домовилися про утворення Співдружності Незалежних Держав.
Плідно шукали назву нового утворення. Пропонувався і Союз Суверенних Республік, і Союз Суверенних Держав, Співдружність Демократичних Держав, тобто СДД, але потім було вирішено, що держави ще не є належно демократичними. Тому об'єднання дістало назву Співдружності Незалежних Держав (СНД).

## Мета організації
СНД засновано на засадах суверенної рівності всіх її членів, тому всі держави-члени є самостійними суб'єктами міжнародного права. Співдружність не є державою і не володіє наднаціональними повноваженнями.
Основні цілі організації:
- Співпраця в політичній, економічній, екологічній, гуманітарній, культурній та інших галузях;
- Всебічний розвиток держав-членів в рамках єдиного економічного простору, міждержавної кооперації та інтеграції;
- Забезпечення прав і свобод людини;
- Співпраця в забезпеченні міжнародного миру і безпеки, досягнення загального і повного роззброєння;
- Взаємна правова допомога;
- Мирне вирішення суперечок і конфліктів між державами організації[16].

До сфер спільної діяльності держав-членів належать:
- Забезпечення прав і основних свобод людини;
- Координація зовнішньополітичної діяльності;
- Співпраця у формуванні і розвитку спільного економічного простору, митної політики;
- Співпраця в розвитку систем транспорту, зв'язку;
- Охорона здоров'я та навколишнього середовища;
- Питання соціальної і міграційної політики;
- Боротьба з організованою злочинністю;
- Співпраця в галузі оборонної політики і охорони зовнішніх кордонів[17].

## Склад СНД

### Повноправні члени СНД
| № | Держава     | Вступ до СНД   | Ратифікація Біловезьких Угод від 8 грудня 1991 | Ратифікація Статуту СНД від 22 січня 1993 |
| - | ----------- | -------------- | ---------------------------------------------- | ----------------------------------------- |
| 1 | Азербайджан | 21 грудня 1991 | не підписані                                   | 14 грудня 1993                            |
| 2 | Білорусь    | 8 грудня 1991  | 10 грудня 1991                                 | 18 січня 1994                             |
| 3 | Вірменія    | 21 грудня 1991 | 18 лютого 1992                                 | 16 березня 1994                           |
| 4 | Казахстан   | 21 грудня 1991 | 23 грудня 1991                                 | 20 квітня 1994                            |
| 5 | Киргизстан  | 21 грудня 1991 | не підписані                                   | 12 квітня 1994                            |
| 6 | Молдова     | 21 грудня 1991 | 8 квітня 1994                                  | 27 червня 1994                            |
| 7 | Росія       | 11 грудня 1991 | 23 грудня 1991                                 | 20 червня 1994                            |
| 8 | Таджикистан | 21 грудня 1991 | не підписані                                   | 4 серпня 1993                             |
| 9 | Узбекистан  | 21 грудня 1991 | 4 січня 1992                                   | 9 лютого 1994                             |

### Асоційовані члени СНД
| № | Держава      | Учасник з      | Ратифікація Біловезьких Угод від 8 грудня 1991 | Ратифікація Статуту СНД від 22 січня 1993 |
| - | ------------ | -------------- | ---------------------------------------------- | ----------------------------------------- |
| 1 | Туркменістан | 26 серпня 2005 | 26 грудня 1991                                 | не підписано                              |

### Держави-спостерігачі в СНД
| № | Держава    | Ратифікація Біловезьких Угод від 8 грудня 1991 | Ратифікація Статуту СНД від 22 січня 1993 |
| - | ---------- | ---------------------------------------------- | ----------------------------------------- |
| 1 | Монголія   | не підписано                                   | не підписано                              |
| 2 | Афганістан | не підписано                                   | не підписано                              |

### Колишні члени СНД
| № | Держава | Ратифікація Біловезьких Угод від 8 грудня 1991 | Ратифікація Статуту СНД від 22 січня 1993 | Статус       | Член з | Член до        |
| - | ------- | ---------------------------------------------- | ----------------------------------------- | ------------ | ------ | -------------- |
| 1 | Грузія  | не підписано                                   | 9 грудня 1993                             | держава-член | 1993   | 18 серпня 2009 |

### Колишні спостерігачі СНД
| № | Держава | Ратифікація Біловезьких Угод від 8 грудня 1991 | Ратифікація Статуту СНД від 22 січня 1993 | Статус                                   | Член з | Член до        |
| - | ------- | ---------------------------------------------- | ----------------------------------------- | ---------------------------------------- | ------ | -------------- |
| 1 | Україна | 10 грудня 1991                                 | не підписано                              | держава-засновниця держава-спостерігачка | 1993   | 19 травня 2018 |

Україна, не підписавши Статут СНД від 22 січня 1993 року, тобто де-юре не була державою-членом чи, навіть, державою-учасницею співдружності, а лише державою-засновницею. Угоду про асоційоване членство у відповідності із Статутом СНД Україна не підписувала. Починаючи з квітня 2014 року, співробітництво України в рамках СНД зведено до мінімуму. Україна вийшла з низки багатосторонніх угод в рамках СНД та припинила членство у багатьох органах галузевого співробітництва. 19 травня 2018 року президент України Петро Порошенко підписав Указ про остаточне припинення участі України у статутних органах СНД.У МЗС України заявили про фактичне закінчення процесу виходу України з СНД.

## Органи СНД
Вищим органом СНД є Рада глав держав, за нею Рада голів урядів, а далі — координуючі інститути. Наприкінці 1996 року їх діяло 80, а в 67 з них Україна брала участь.

### Рада Глав держав СНД
Головним органом СНД є Рада голів держав-учасниць, що обговорює і вирішує принципові питання пов'язані з діяльністю держав-учасниць, які стосуються їхніх спільних інтересів, а також розглядає будь-які питання, в яких зацікавлені окремі держави-члени Співдружності, враховуючи інтереси решти учасниць.
Рада голів держав-учасниць на своїх засіданнях приймає також рішення щодо:
- внесення поправок до Статуту СНД;
- створення нових або ліквідації існуючих органів Співдружності;
- оптимізації структури СНД, удосконалення діяльності органів Співдружності;
- заслуховування доповідей про діяльність органів СНД;
- призначення голів органів, що належать до її компетенції;
- делегування повноважень іншим органам СНД;
- затвердження положень про органи СНД, що входять у її компетенцію.

Від 7 травня 2008 року.
| №  | Держава      | Ім'я                      | Примітки                     |
| -- | ------------ | ------------------------- | ---------------------------- |
| 1  | Росія        | Володимир Путін           | Голова Ради (з 1 січня 2017) |
| 2  | Азербайджан  | Ільхам Алієв              | Член Ради                    |
| 3  | Білорусь     | Олександр Лукашенко       | Член Ради                    |
| 4  | Вірменія     | Серж Саркісян             | Член Ради                    |
| 5  | Казахстан    | Нурсултан Назарбаєв       | Член Ради                    |
| 6  | Киргизстан   | Алмазбек Атамбаєв         | Член Ради                    |
| 7  | Молдова      | Ігор Додон                | Член Ради                    |
| 8  | Таджикистан  | Емомалі Рахмон            | Член Ради                    |
| 9  | Туркменістан | Гурбангули Бердимухамедов | Член Ради                    |
| 10 | Узбекистан   | Шавкат Мірзійоєв          | Член Ради                    |

#### Зустрічі голів держав СНД
- грудень 1991 — Вискулі (Білорусь), Алмати
- жовтень 1992 — Мінськ, Бішкек
- квітень 1993 — Москва, Ашгабат
- жовтень 1994 — Москва
- травень 1995 — Мінськ
- травень 1996 — Москва
- січень 1997 — Москва
- квітень 1998 — Москва
- квітень 1999 — Москва
- липень 2000 — Москва
- жовтень 2001 — Москва (10-й ювілейний)
- жовтень 2002 — Кишинів
- вересень 2003 — Ялта
- вересень 2004 — Астана
- серпень 2005 — Казань
- жовтень 2006 — Мінськ
- жовтень 2007 — Душанбе
- жовтень 2008 — Бішкек
- жовтень 2009 — Кишинів
- травень 2010 — Москва
- вересень 2011 — Душанбе (20-й ювілейний)
- травень 2012 — Москва
- грудень 2012 — Ашгабат
- жовтень 2013 — Мінськ
- жовтень 2014 — Мінськ
- жовтень 2015 — Бурабай
- вересень 2016 — Чон-Арик

### Рада голів урядів
Рада голів урядів Співдружності координує співробітництво органів виконавчої влади в економічній, соціальній та інших сферах спільних інтересів. Вона вирішує такі питання:
- реалізації доручень Ради голів держав, даних Раді голів урядів;
- реалізації положень, зафіксованих у Договорі про створення Економічного союзу, а також фактичного функціонування зони вільної торгівлі;
- прийняття спільних програм розвитку промисловості, сільського господарства та інших галузей економіки з їх фінансуванням;
- розвитку систем транспорту, зв'язку, енергетики;
- співробітництва у питаннях тарифікації, кредитно-фінансової і податкової політики;
- розробки механізмів, які спрямовані на формування науково-технологічного простору;
- створення органів Співдружності в рамках її компетенції;
- призначення (затвердження) керівних органів Співдружності, що входять до її компетенції;
- фінансового забезпечення органів Співдружності.

### Міжпарламентська Асамблея СНД
Міжпарламентська асамблея держав — учасників Співдружності Незалежних Держав (МПА СНД) була заснована 27 березня 1992 року в місті Алма-Ата (Республіка Казахстан). Угодою, підписаною главами парламентів Республіки Вірменія, Республіки Білорусь, Республіки Казахстан, Республіки Таджикистан, Республіки Узбекистан, Киргизької Республіки та Російської Федерації, Міжпарламентська асамблея була заснована як консультативний орган для підготовки проєктів законодавчих документів, що становлять взаємний інтерес. У 1993—1995 роках членами Міжпарламентської асамблеї стали парламенти Республіки Азербайджан, Грузії, Молдови (20 липня 2023 року Парламент Молдови проголосував за денонсацію Конвенції про Міжпарламентську асамблею держав-учасниць СНД). 1999 року до Алматинської угоди приєдналася Україна.
У травні 1995 року глави держав СНД підписали Конвенцію про Міжпарламентської асамблеї держав — учасниць Співдружності Незалежних Держав, яка набрала чинності 16 січня 1996 року. Відповідно до цієї Конвенції Міжпарламентська асамблея отримала офіційний статус міждержавного органу і зайняла провідне місце в системі органів Співдружності Незалежних Держав.
У своїй діяльності Міжпарламентська асамблея найбільше значення надає питанням, пов'язаним з гармонізацією і зближенням законодавств держав Співдружності. Ця робота отримує своє втілення в прийнятих Міжпарламентською асамблеєю модельних законодавчих актах і рекомендаціях, при створенні яких враховується досвід парламентів країн Співдружності і міжнародних парламентських організацій. За роки діяльності Міжпарламентської асамблеї було прийнято понад 200 документів, що забезпечують реальне зближення національних законодавств, в їх числі Цивільний, Кримінальний, Кримінально-процесуальний, Кримінально-виконавчий модельні кодекси. Рішення Міжпарламентської асамблеї та її органів виробляються на основі консенсусу, що дозволяє приймати взаємоприйнятні документи.
Основним напрямком модельної законотворчості в економічній сфері є формування правових основ загального економічного простору Співдружності Незалежних Держав, і зокрема, правове забезпечення створення зони вільної торгівлі держав — учасниць СНД.
Голова Асамблеї — Валентина Матвієнко, Генеральний секретар — керівник Секретаріату Ради МПА СНД — Олексій Сергєєв, місце перебування — Санкт-Петербург.

## Військова співпраця
На вересневому (2004 року) саміті СНД в Астані (Казахстан) прийнято рішення реформувати структури СНД — зокрема, створити Рада безпеки СНД з боротьби з тероризмом.
Наразі в рамках СНД існують дві паралельні колективні військові структури.
Одна з них — Рада міністрів оборони СНД, створена в 1992 році для вироблення єдиної військової політики. При ній існують постійний секретаріат і Штаб з координації військового співробітництва СНД (ШКВС).
Друга — Організація договору про колективну безпеку (ОДКБ). В рамках ОДКБ створені колективні сили швидкого розгортання в складі кількох батальйонів мобільних військ, вертолітної ескадрильї, армійської авіації.
У 2002–2004 роках співпраця у військовій області розвивалося в основному в рамках ОДКБ. В ОДКБ регулярно проводяться спільні навчання.
Одна з оборонних структур — це Об'єднана система ППО СНД. У 2005 році в рамках СНД затверджені фінансування на ППО в розмірі 2,3 млрд руб.
Головнокомандувач Об'єднаними Збройними Силами СНД
- Шапошников Євген Іванович (1992—1993)

Начальник Генерального штабу Об'єднаних Збройних Сил СНД — перший заступник Головнокомандувача Об'єднаними Збройними Силами СНД
- Самсонов Віктор Миколайович (1992—1993)

### Начальники Штабу з координації військового співробітництва держав-учасниць СНД
1. Самсонов Віктор Миколайович (1993—1997)
2. Прудніков Віктор Олексійович (1997—2001)
3. Яковлєв Володимир Миколайович (2001—2006)

### Секретарі Ради міністрів оборони держав-учасниць СНД
1. Івашов Леонід Григорович (1992—1996)
2. Волков Василь Петрович (1996—1999)
3. Синайський Олександр Сергійович (з 1999)

## Соціальний розвиток країн СНД
Статистичні дані показують, що назагал країни СНД станом на 2011 рік становлять собою зону соціальних негараздів. Найбільш низький рівень соціального розвитку спостерігається в Киргизстані й Таджикистані, в яких від 35 до 50 % населення мають доходи нижчі від величини прожиткового мінімуму, а також у Молдові та Вірменії, де близько чверті громадян мають доходи нижчі від величини прожиткового мінімуму. При цьому слід ураховувати, що суб'єктивний рівень бідності, який визначається на підставі соціологічних опитувань, часто виявляється істотно вищим за офіційний показник: так, суб'єктивний рівень бідності в Росії становить 42 %, а офіційний рівень — 13 %.

## Економічна співпраця

### Зона вільної торгівлі СНД
Зона вільної торгівлі СНД (ЗВТ) — угода держав СНД, що підписали в 2011 році Договір про зону вільної торгівлі. Договір, проєкт якого був розроблений російським міністерством економічного розвитку, передбачає «зведення до мінімуму винятків з номенклатури товарів, до яких застосовуються імпортні мита», експортні мита повинні бути зафіксовані на певному рівні, а згодом поетапно скасовані. Договір замінив більше ста двосторонніх документів, що регламентують режим вільної торгівлі на просторі співдружності.

#### Учасники Зони вільної торгівлі
- Білорусь
- Вірменія
- Казахстан
- Киргизстан
- Молдова
- Росія
- Таджикистан
- Україна

### Міждержавний банк
Міждержавний банк — міжнародна фінансова організація, утворена в 1993 році десятьма країнами СНД: Республікою Вірменія, Республікою Білорусь, Республікою Казахстан, Киргизькою Республікою, Республікою Молдова, Російською Федерацією, Республікою Таджикистан, Туркменістаном і Республікою Узбекистан. Основний напрямок роботи Міждержавного банку — вирішення питань, що виникають при співпраці країн Співдружності Незалежних Держав у галузі фінансів.
Функції Міждержавного банку змінювалися відповідно до ситуації в економічній та фінансовій сферах Співдружності Незалежних Держав. Після розпаду рублевої зони і підписання Угоди про створення Платіжного союзу Банк став спеціалізованим інститутом цього союзу.
У жовтні 1996 року шістьма державами (Вірменія, Білорусь, Киргизстан, Молдова, Російська Федерація, Таджикистан) був підписаний Протокол, відповідно до якого Банк допущений на внутрішні валютні ринки цих держав з правом проводити банківські операції та угоди. Банк здійснює основні операції на території держав, що входять до Співдружності Незалежних Держав, розвиває інвестиційно-кредитну діяльність в рамках СНД.

## Відносини з Україною
Верховна Рада України не ратифікувала статут СНД, отже Україна ніколи не була членом СНД, будучи лише де-юре визначена як держава-засновниця. У 2005 міністр закордонних справ України Б. Тарасюк зазначив, що участь України у СНД має символічне значення, а саме існування організації та її подальший розвиток є дуже проблематичним. Подібну точку зору також висловлювали представники грузинського, молдовського та азербайджанського урядів. У липні 2007 Президент України Віктор Ющенко на пресконференції розцінив перспективи СНД в цілому як песимістичні.
Серед пріоритетів головування України в СНД у 2014 році, в основу якого було покладено принцип рівноправності, партнерської взаємодії та зміцнення добросусідських стосунків між державами — учасницями СНД, було визначено зовнішньополітичну, економічну, гуманітарну, науково-технічну та інноваційну сфери діяльності Співдружності, транспорт, енергетику, боротьбу з новими викликами та загрозами.
Однак, починаючи з 27 лютого 2014 року, після того, як з боку Російської Федерації виникла загроза, пов'язана з порушенням територіальної цілісності України, використання на території АРК військового контингенту Збройних Сил РФ, оголошення нелегітимного референдуму щодо незалежності Криму та інших протиправних дій Росії, Україною, як головуючою в СНД державою, було ініційовано невідкладне скликання 7 березня 2014 року у Києві позачергового засідання Ради міністрів закордонних справ СНД, метою якого передбачалося ухвалення відповідної Заяви РМЗС про ситуацію в окремих регіонах України, включаючи Автономну Республіку Крим.
Проте, Співдружність Незалежних Держав, на відміну від інших міжнародних організацій (ООН, ЄС, РЄ, ОБСЄ), усунулася від ухвалення відповідальних політичних рішень щодо базових принципів існування Співдружності.
З урахуванням цього, українська сторона нотою МЗС України від 19 березня 2014 року заявила про припинення головування в СНД у 2014 році. Відповідно, починаючи з квітня 2014 року, співробітництво України в рамках СНД зведено до мінімуму. Україна вийшла з низки багатосторонніх угод в рамках СНД та припинила членство у багатьох органах галузевого співробітництва.

### Припинення участі
Питання про членство України в СНД вперше пролунало після перемоги Віктора Ющенка у президентських виборах 2005. У липні 2007 Президент України Віктор Ющенко на пресконференції розцінив перспективи СНД в цілому як песимістичні.
Ще однією з причин став початок війни Росії проти України на сході. 14 березня 2014 проєкт Закону України було подано на розгляд Верховної Ради, проте він так і не пройшов всі необхідні процедури розгляду в комітетах та не був проголосований. 19 березня 2014 РНБО ухвалила рішення про початок процедури виходу з СНД. 30 квітня 2014 МЗС України заявили, що вони вже підготували всі необхідні документи щодо виходу України з СНД. Після цього, за словами заступника міністра закордонних справ Данила Лубківського, єдине що необхідно для виходу України з цього об'єднання — це відповідний закон. 27 листопада 2014 у ВРУ зареєстрували проєкт постанови про вихід України з СНД.
12 квітня 2018 Президент Порошенко повідомив, що запропонував Верховній Раді вийти з усіх статутних органів СНД. 19 травня 2018 Порошенко підписав Указ, яким увів у дію рішення РНБО про остаточне припинення участі України у статутних органах СНД.
У лютому 2023 року Республіка Молдова також почала процес виходу з СНД.

### Відносини після припинення участі
Станом на лютий 2019 рік Україна мінімізувала до критично необхідного мінімуму свою участь у Співдружності і фактично завершила вихід. Проте триває перевірка 236 угод, до яких долучилася Україна в період своєї участі в СНД, з метою їхньої денонсації.
Після початку російського вторгнення в Україну під час російсько-української війни, Україна почала більш інтенсивну денонсацію різних угод з СНД в рамках європейської інтеграції та вступу України до Європейського Союзу.

## Критика
- Абульфаз Ельчибей (2-й Президент Азербайджану):

|  | Серйозна помилка була здійснена під час будівництва утворення відомого як СНД. Воно, можливо, могло і встояти, якщо б було задумано як Співдружність націй незалежних держав — я підкреслюю слово «незалежних» — у якому права кожної держави: Вірменії, Грузії і Азербайджану, були б захищені. Абхази використовують в Абхазії російські війська, щоб витіснити грузинське населення. Яка ж це «співдружність»? Росія використовує СНД, намагаючись зберегти стару імперію у новій формі і винаходить різні механізми для цього. Лідери СНД не зробили хоч однієї серйозної спроби залагодити вірменсько-азербайджанський конфлікт або будь-який інший конфлікт в межах території пострадянської зони. Я колись назвав СНД великим колгоспом без прав. Такий колгосп неминуче розвалиться, і це по суті вже сталося. |

## Монети
Викарбувано кілька пам'ятних монет, присвячених Співдружності Незалежних Держав.

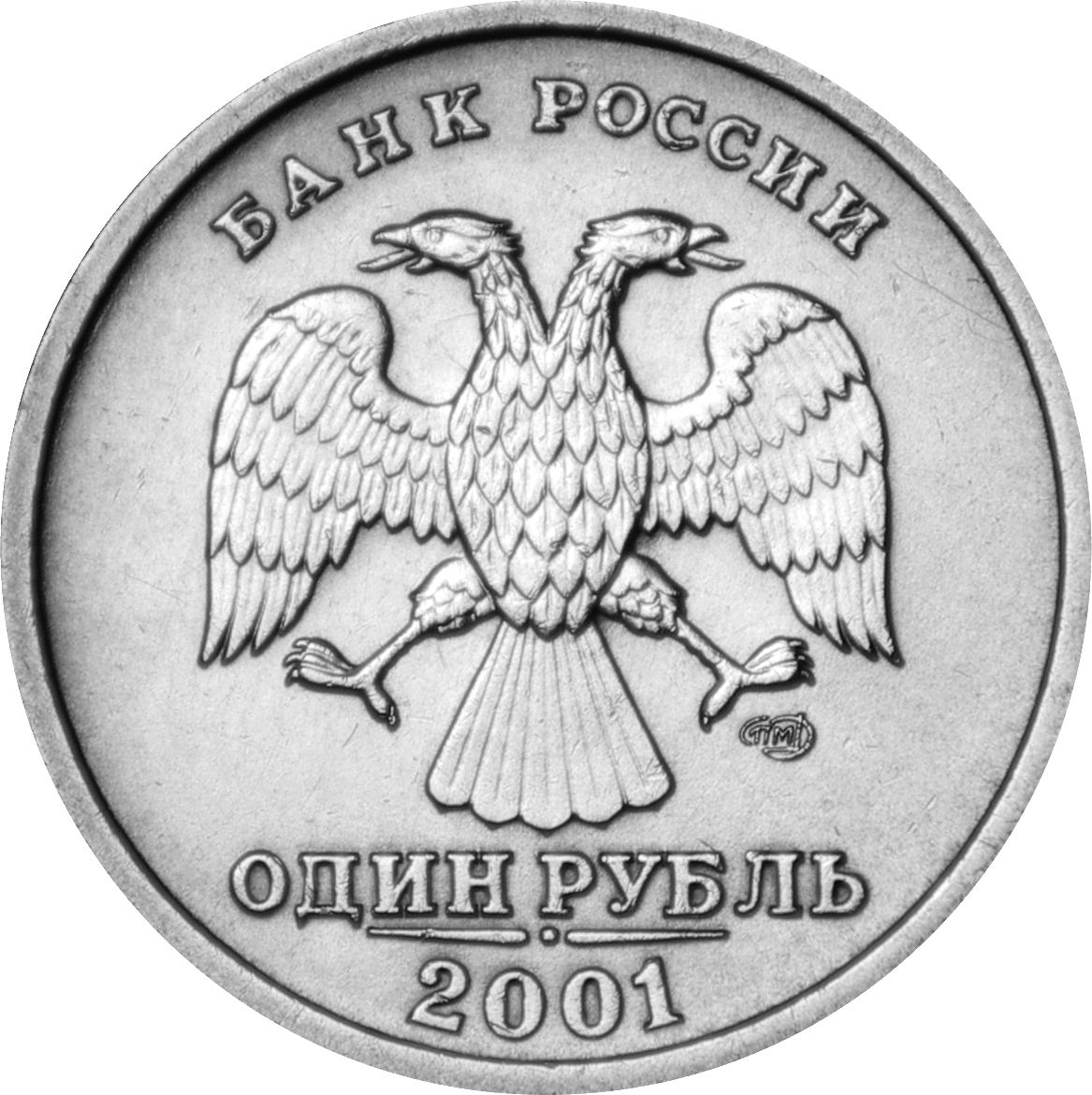
Аверс 1 рубльової монети 2001 з мідно-нікелевого сплаву
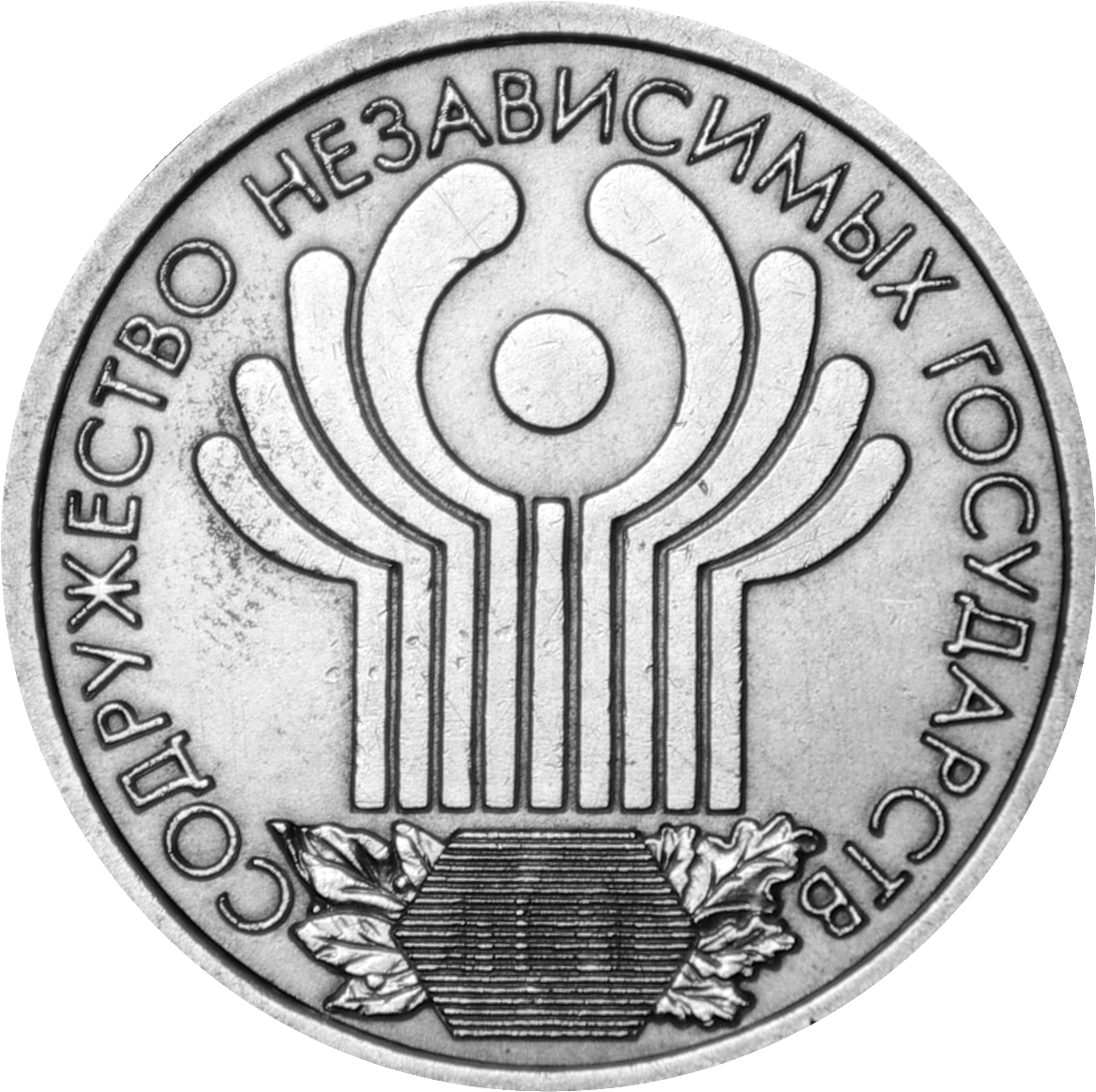
Реверс 1 рубльової монети
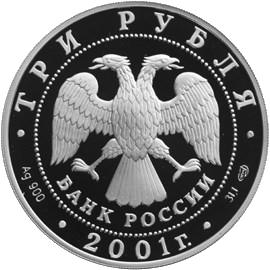
Аверс 3 рубльової монети 2001 зі срібла 900 проби
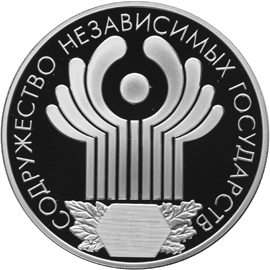
Реверс 3 рубльової монети
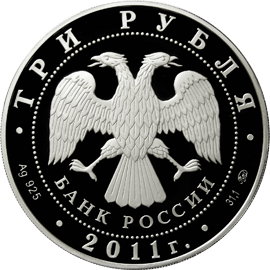
Аверс 3 рубльової монети 2011 зі срібла 925 проби
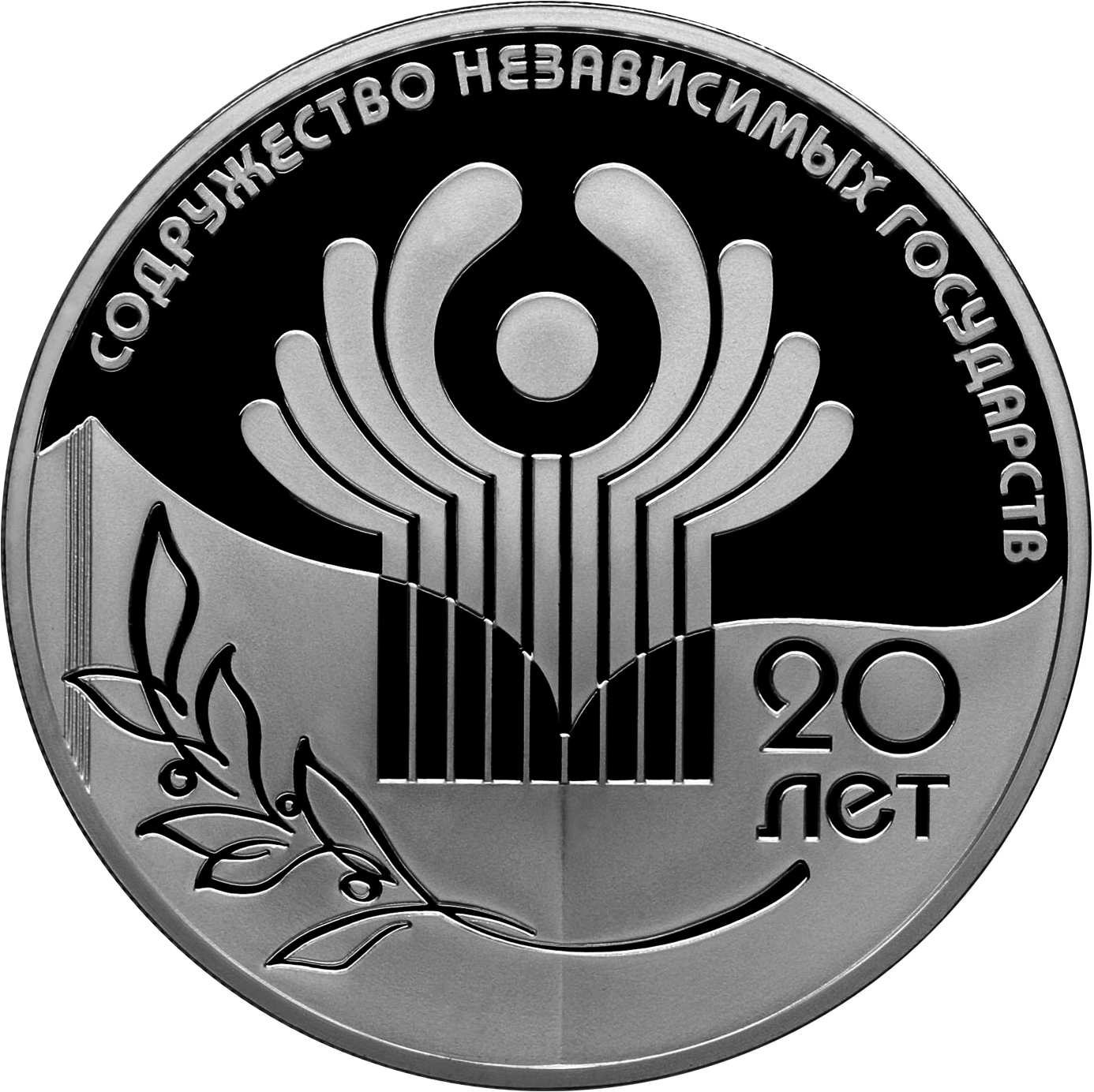
Реверс 3 рубльової монети